# Clermontia pallida
Clermontia pallida är en klockväxtart som beskrevs av Wilhelm B. Hillebrand. Clermontia pallida ingår i släktet Clermontia, och familjen klockväxter. Inga underarter finns listade i Catalogue of Life.